# Belém de Maria
Belém de Maria là một đô thị thuộc bang Pernambuco, Brasil. Đô thị này có diện tích 63,884 km², dân số năm 2007 là 10140 người, mật độ 158,73 người/km².